# The Tower at Meridian Quay
The Tower at Meridian Quay (en galés: Tŵr Meridian) es el edificio más alto de Gales elevándose hasta los 107 m (351 pies).
La torre tiene 29 plantas, el doble del número del edificio más alto anterior en Swansea, la Torre de BT. La mayor parte de la torre alberga apartamentos residenciales. La planta baja cuenta con un servicio de conserjería que está abierto las 24 horas al día, mientras que los tres pisos superiores consisten en el restaurante Grape and Olive cargo de la fábrica de cerveza Cardiff SA Puzzles y Co. Ltd. Los informes de prensa señalaron que el ático en el piso 26 se vendió por £ 1 millón. 